# Володимирівка (Наталинська сільська громада)
Володи́мирівка — село в Україні, у Берестинському районі Харківської області. Населення становить 378 осіб. Орган місцевого самоврядування — Володимирівська сільська рада.

## Географія
Село Володимирівка знаходиться на відстані 2 км від річки Вошивенька (правий берег). До села примикає селище Садове. По селу протікає пересихаючий струмок з декількома загатами. До села примикають великі садові масиви. На відстані 2 км проходить автомобільна дорога М18 (E105).

## Історія
1756 — дата заснування.
Під час організованого радянською владою Голодомору 1932—1933 років померло щонайменше 47 жителів села.

## Населення
Згідно з переписом УРСР 1989 року чисельність наявного населення села становила 456 осіб, з яких 207 чоловіків та 249 жінок.
За переписом населення України 2001 року в селі мешкало 385 осіб.

### Мова
Розподіл населення за рідною мовою за даними перепису 2001 року:
| Мова       | Відсоток |
| ---------- | -------- |
| українська | 91,27 %  |
| російська  | 7,41 %   |
| білоруська | 1,06 %   |
| молдовська | 0,26 %   |

## Економіка
- Молочно-товарна, птахо-товарна і свино-товарна ферми.

## Об'єкти соціальної сфери
- Школа.
- Клуб.
- Спортивний майданчик.

## Символіка

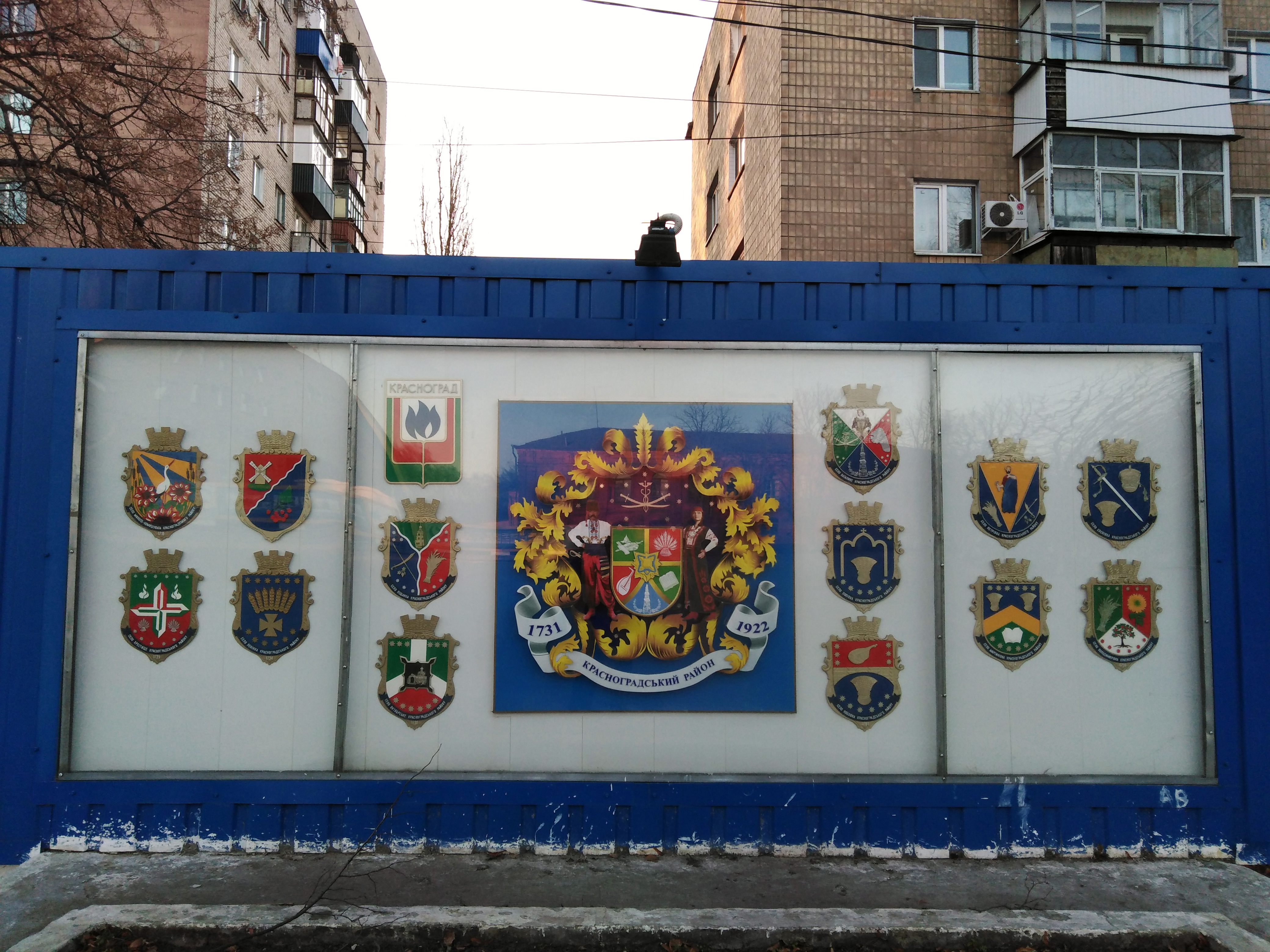
Герби населених пунктів Берестинського району серед них праворуч, герб села Володимирівка

### Герб та прапор
Зображення колосків пшениці та соняшнику є ознакою сільськогосподарської спрямованості діяльності жителів сучасної території Володимирської сільської ради з давніх часів. Зображення яблуні символізує розвинуте садівництво на території Володимирської сільської ради. Зображення дванадцяти восьмипроменевих зірок відображає факт входження земель сучасної території Володимирської сільської ради в територію Вільного Війська Запорозького, і існування на її території «зимових» поселень козаків. З 1734 року сучасна територія Володимирського сільської ради входила до складу Самарської, а з 1768 року до Орельської паланки Вільного Війська Запорозького. Срібний напис на картуші герба «1756» — символізує рік утворення поселень на сучасній території Володимирської сільської ради.